# حمل و نقل سریع خلیج
بِی اِریا رَپید تِرنزیت (به انگلیسی: Bay Area Rapid Transit) یا حمل و نقل سریع خلیج، معروف به BART، نام قطار شهری شهر سانفرانسیسکو در کالیفرنیا است که در سال ۱۹۷۲ میلادی تأسیس گردید.
طول خط این متروی شهری نزدیک ۱۶۷ کیلومتر بوده که روزانه نزدیک به ۳۴۶٬۵۰۴ مسافر جابجا می‌کند.
این سیستم مترو ۵ خط و ۴۵ ایستگاه دارد.